# Big Walter Horton
Walter Horton, mer känd som Big Walter (Horton) eller Walter "Shakey" Horton, född den 6 april 1921 i Horn Lake, DeSoto County, Mississippi, död den 8 december 1981 i Chicago, Illinois, var en amerikansk bluesmunspelare.

## Diskografi

### Singlar
- Little Boy Blue / Now Tell Me Baby (1951 - "Mumbles")
- Black Gal / Jumpin' Blues  (1951 - "Mumbles")
- Little Walter's Boogie / West Winds Are Blowing (1952 - Walter Horton)
- Easy / Before Long (1953 - Jimmy [DeBerry] & Walter)
- Hard-Hearted Woman / Back Home to Mama (1954 - Big Walter and his Combo)
- Have A Good Time / Need My Baby (1956 - Shakey Horton)
- Good Moanin' Blues / Groove Walk (1964 - Shakey Horton)
- Joe Chicago (1972 - Hot Cottage With Walter "Shakey" Horton)
- That's Enuf / You Bring Out The Boogie In Me (1986 - The High-C Five feat Big Walter)

### Album
- The Soul of Blues Harmonica (1964 - Shakey Horton)
- King of the Harmonica Players (1970)
- They Call Me Big Walter (1972)
- Fine Cuts (1979)
- Little Boy Blue (1980 - Walter Horton)

#### Samlingsalbum och efterutgivningar
- The Deep Blues Harmonica Of Walter Horton (1984)
- Can't Keep Lovin' You (1984)
- Harmonica Genius (1986)
- Mouth Harp Maestro (1988)
- Live at the El Mocambo (1991)
- Memphis Recordings 1951 (1991)
- Shuffle & Swing [The Blues Collection #69] (1996)
- Toronto '73 (1998)
- Walter "Shakey" Horton (1999)
- Blues Harp Diggers: Best of Big Walter Horton (2007)

#### Med andra artister
- Chicago Blues (1968 - Johnny Young & Big Walter)
- Blues Jam at Chess (1969 - Fleetwood Mac, Otis Spann, Willie Dixon, Big Walter Horton, J.T. Brown, Buddy Guy, David "Honeyboy" Edwards & S.P. Leary)
- Blues Jam in Chicago: Volume One (1969 - Fleetwood Mac, Otis Spann, Willie Dixon, Big Walter Horton, J.T. Brown, Buddy Guy, David "Honeyboy" Edwards & S.P. Leary)
- Electrifying Performances By Two Masters Of Modern Chicago Blues (1969 - Johnny Shines With Big Walter Horton)
- Southern Comfort (1969 - Walter ‛Shakey’ Horton, Martin Stone, Jessie Lewis, Jerome Arnold)
- An Offer You Can't Refuse (1972 - Paul Butterfield & Big Walter Horton)
- Big Walter Horton With Carey Bell (1972)
- With Hot Cottage (1972 - Big Walter Horton & Hot Cottage)
- Do Nothing Til You Hear From Us (1976 - Walter & Floyd [Jones])
- Old Friends Together For The First Time (1981 - Walter Horton 	Honeyboy Edwards, Sunnyland Slim, Walter Horton, Kansas City Red, Floyd Jones)
- Harmonica Blues Kings (1986 - Big Walter Horton & Alfred Harris)
- Easy (The Complete 1972/1973 Memphis Sessions Vol. 1) (1989 - Jimmy DeBerry & Walter Horton)
- Back (The Complete 1972/1973 Memphis Sessions Vol. 2) (1989 - Jimmy DeBerry & Walter Horton)
- Johnny Shines With Big Walter Horton (1995)
- Well All Right!: Ann Arbor Blues & Jazz Festival Vol. 4 (1996 - Big Walter Horton & King Biscuit Boys)